# Кроуел (Тексас)
Кроуел (енгл. Crowell) град је у америчкој савезној држави Тексас. По попису становништва из 2010. у њему је живело 948 становника.

## Демографија
Према попису становништва из 2010. у граду је живело 948 становника, што је 193 (16,9%) становника мање него 2000. године.
| Група             | 2000.       | 2010.       |
| Белци             | 885 (77,6%) | 762 (80,4%) |
| Афроамериканци    | 35 (3,1%)   | 43 (4,5%)   |
| Азијати           | 0 (0,0%)    | 4 (0,4%)    |
| Хиспаноамериканци | 201 (17,6%) | 136 (14,3%) |
| Укупно            | 1.141       | 948         |